# Xian de Ningyuan
Le xian de Ningyuan (宁远县 ; pinyin : Nīngyuǎn Xiàn) est un district administratif de la province du Hunan en Chine. Il est placé sous la juridiction de la ville-préfecture de Yongzhou.

## Démographie
La population du district était de 764 732 habitants en 1999.